# Vierertensor
Vierertensor ist ein Begriff aus der Relativitätstheorie. Ein Vierertensor ist ein Tensor über dem 4-dimensionalen Vektorraum der Minkowski-Raum-Zeit {\displaystyle M} und seinem Dualraum {\displaystyle M^{*}}, oder in der Allgemeinen Relativitätstheorie über dem Tangentialraum an die Raumzeit, eine vierdimensionale Riemannsche Mannigfaltigkeit.
Ein Vierertensor der Stufe {\displaystyle (k,l)} ist ein Element des Tensorprodukts
{\displaystyle \underbrace {M\otimes M\otimes \dotsb \otimes M} _{k{\text{ mal}}}\otimes \underbrace {M^{*}\otimes M^{*}\otimes \dotsb \otimes M^{*}} _{l{\text{ mal}}}}
Ein solcher Tensor der Stufe {\displaystyle (k,l)} heißt {\displaystyle k}-fach kontravariant und {\displaystyle l}-fach kovariant. Vierertensoren der Stufe {\displaystyle (1,0)} bzw. {\displaystyle (0,1)} heißen auch kontravariante bzw. kovariante Vierervektoren.
Vierertensoren erster Stufe lassen sich durch einen Vektor mit vier Einträgen darstellen. Beispiele:
- Vierergeschwindigkeit
- Viererimpuls

Vierertensoren zweiter Stufe lassen sich durch eine {\displaystyle 4\times 4} Matrix darstellen. Beispiele:
- metrischer Tensor
- elektromagnetischer Feldstärketensor
- Energie-Impuls-Tensor

Ein Vierertensor vierter Stufe lässt sich durch {\displaystyle 4^{4}=256} Einträge darstellen. Beispiel:
- Riemannscher Krümmungstensor